# Ma planète
Ma Planète, stylisé ma PLANÈTE, est une chaîne de télévision thématique ludo-éducative française privée créée le 5 novembre 2003. Elle a fusionné avec sa concurrente Eurêka ! le 4 mai 2007 avant d'être rebaptisée Planète Juniors le 4 septembre 2007.

## Histoire de la chaîne
Ma planète est créée le 5 novembre 2003 par Multithématiques et France Télévisions comme la déclinaison de Planète pour les jeunes de 8 à 13 ans,,.
À la suite de la fusion des bouquets TPS et Canalsat, la chaîne est fusionnée le 4 mai 2007 avec sa concurrente sur TPS, Eurêka !, mais conserve son nom. Elle devient Planète Juniors le 4 septembre 2007.

### Identité visuelle (logo)

Logo de Ma planète du 5 novembre 2003 à décembre 2005.
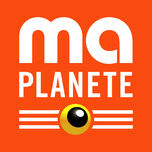
Logo utilisé de décembre 2005 jusqu'à sa fermeture le 4 septembre 2007.

### Slogan
- Du 5 novembre 2003 au 4 septembre 2007 : « La télé 100% curieuse ! »

## Organisation

### Capital
Le capital de la chaîne était détenu à 100 % par MultiThématiques, filiale du Groupe Canal+.

## Programmes

### Fictions
- Bravestarr
- Fifi Brindacier
- Flipper le dauphin (1964)
- Highlander, le dessin animé
- Il était une fois... l'Homme
- Il était une fois... la Vie
- Il était une fois... les Amériques
- Il était une fois... les Découvreurs
- Il était une fois... les Explorateurs
- Mentors
- Les Mystérieuses Cités d'or
- Skippy le kangourou
- Tarzan (1991)
- Un chien des Flandres
- Wishbone, quel cabot !